# Inkwilinizm
Inkwilinizm – termin pochodzący od łacińskiego słowa inquilinus, czyli najemca lub lokator. W ekologii oznacza mieszkanie organizmów jednego gatunku w domu innego gatunku. Zależność między gospodarzem a gatunkiem zamieszkującym wraz z nim może mieć formę mutualizmu, pasożytnictwa lub komensalizmu. Organizmy osiedlające się w gnieździe innego gatunku unikają kosztów budowy. Dlatego strategia ta jest dość szeroko rozpowszechniona wśród zwierząt. Obce gniazda mogą być zajmowane przez ptaki, takie jak dzięcioły albo Molothrus. Ze wspólnych gniazd mogą korzystać także salamandry, inkwilinistyczne trzmiele oraz motyle będące pasożytami społecznymi. Wiele gatunków ptaków, nietoperzy i stawonogów, określanych jako termitofile, osiedla się w  gniazdach termitów. Chociaż uniknięcie negatywnych skutków osiedlania się dodatkowych gatunków jest zwykle trudne, zwykle w wyniku ewolucji doszło minimalizacji kosztów osiedlania się inkwilinów. Niekiedy zamieszkanie gatunku gościa przynosi gospodarzowi korzyści niwelujące straty w przestrzeni życiowej gospodarza. Stabilne ewolucyjnie układy gospodarz-gość możliwe są przede wszystkim dzięki wyraźnemu rozdzieleniu diety obu gatunków.
Inkwilinistyczne gatunki mrówek, takie jak: Anergates atratulus, Myrmica karavajevi, Doronomyrmex kutteri są pasożytami społecznymi stale zamieszkującymi kolonie wykorzystywanego gatunku gospodarza.

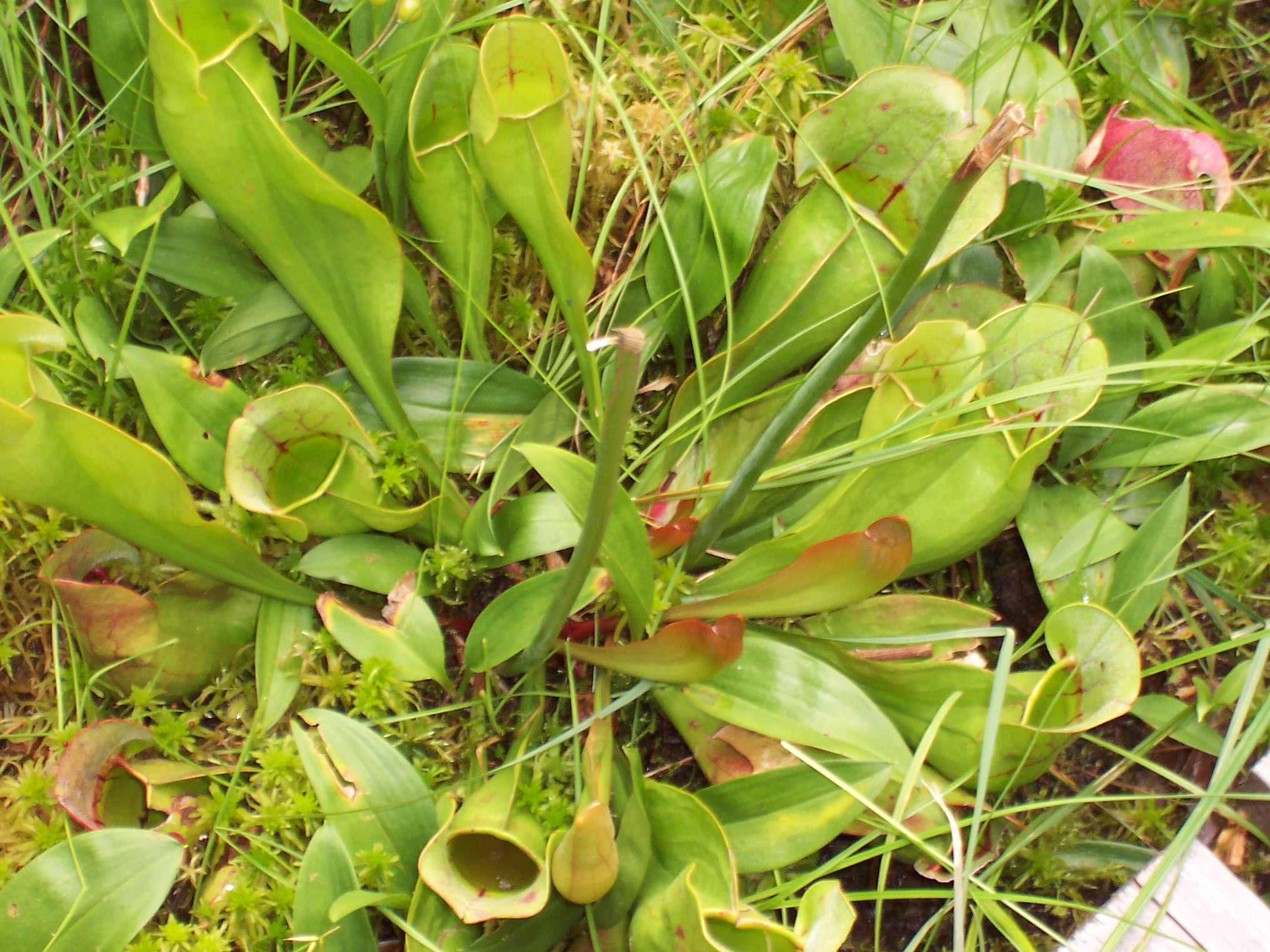
W pułapkach owadożernego gatunku, Sarracenia purpurea, może osiedlać się ponad sto gatunków inkwilinów.

Inkwilinami są także organizmy zamieszkujące w specjalnych strukturach roślin. W pułapkach owadożernej rośliny Sarracenia purpurea mieszkają bakterie, glony, grzyby, wrotki, skorupiaki, pajęczaki, owady oraz płazy. Roślina z tego gatunku może być gospodarzem dla nawet 165 gatunków inkwilinów. Zdecydowana większość tych gatunków to mutualiści, którzy poprzez wydzielanie enzymów, rozdrabnianie oraz wydalanie składników nieorganicznych lub asymilację azotu atmosferycznego umożliwiają zaopatrzenie rośliny składniki mineralne. Strukturami, w których osiedlają się inkwiliny mogą być także galasy. Gatunki inkwilinistycznych owadów nie indukują wzrostu tej struktury,  a jedynie osiedlają się w już istniejących galasach.